# Tạ Phong Tần
Tạ Phong Tần, née en 1968 à Vĩnh Lợi (en) (Province de Bạc Liêu) au Viêt Nam est une blogueuse dissidente. C'est une ancienne policière, journaliste indépendante et membre du Parti communiste vietnamien. Elle est arrêtée en septembre 2011 pour propagande anti-gouvernementale en raison de publications, sur son blog  Cong Ly v Su That (en français : La justice et la vérité), relatives à la corruption au sein du gouvernement,, mais aussi les violations des droits de l’homme au sein de la police et du système judiciaire. Le 30 juillet 2012, Dang Thi Kim Lieng, la mère de Tạ Phong Tần, pour protester contre le procès à venir, s'immole devant les locaux du Comité populaire de la province de Bạc Liêu,. Le 24 septembre 2012, Tạ Phong Tần est condamnée à 10 ans de prison. En réaction à son arrestation, de nombreuses organisations ont protesté, notamment le Haut-Commissariat des Nations unies aux droits de l'homme, le département d'État des États-Unis, Amnesty International et Human Rights Watch.
Libérée après environ trois ans d'emprisonnement, elle est expulsée et trouve refuge à Los Angeles, le 20 septembre 2015, selon le ministère américain des Affaires étrangères et le CPJ (Comité pour la protection des journalistes),.
Elle est la cofondatrice du site Free Journalists Club. Elle reçoit, en 2013, le prix international de la femme de courage.

## Sources
- (en) Cet article est partiellement ou en totalité issu de l’article de Wikipédia en anglais intitulé « Tạ Phong Tần » (voir la liste des auteurs).